# Finngrundet-Västra banken
Finngrundet-Västra banken este o arie protejată (arie specială de conservare — SAC, sit de importanță comunitară — SCI) din Suedia întinsă pe o suprafață de 8.315 ha, integral marine.

## Localizare
Centrul sitului Finngrundet-Västra banken este situat la coordonatele 60°56′22″N 17°59′47″E / 60.9394°N 17.9964°E.

## Înființare
Situl Finngrundet-Västra banken a fost declarat sit de importanță comunitară în mai 2011 pentru a proteja un număr necunoscut de specii din flora spontană și fauna sălbatică aflate în arealul zonei. Situl a fost protejat și ca arie specială de conservare în decembrie 2017.

## Biodiversitate
Situată în ecoregiunile boreală și marină baltică, aria protejată conține 1 habitat natural: Recifuri.
La baza desemnării sitului se află un număr nedeclarat de specii protejate.